# Алчевск
Алче́вск (укр. Алчевськ, в 1896—1903 годах — Ю́рьевка, в 1903—1932 годах — Алче́вское, в 1932—1961 — Вороши́ловск, в 1961—1991 годах — Коммуна́рск) — город в Луганской области Украины. С 2014 года контролировался управляемой из России марионеточной Луганской Народной Республикой. В настоящее время под российской оккупацией. Административный центр формально созданных Алчевского района и Алчевской общины.

## Географическое положение
Город расположен недалеко от западной границы Луганской области возле автомобильной трассы М-04 (Е40). Входит в состав Алчевско-Стахановской агломерации.
Территория города преимущественно равнинная с небольшими степными холмами и балками рек. Средняя высота над уровнем моря — 211 метров.
Соседние населённые пункты: города Перевальск (примыкает) на юге, Артёмовск на юго-западе, Брянка на западе и северо-западе, сёла Петровка и Каменка на севере, посёлки Лотиково, Карпаты на северо-востоке, Михайловка на востоке, село Малоконстантиновка на юго-востоке.

## История

Памятник Алексею Кирилловичу Алчевскому возле металлургического комбината

### Рабочий посёлок
Алчевск, как рабочее поселение, возник в 1895 году, в связи со строительством вблизи железнодорожной станции Юрьевка Екатерининской железной дороги (ныне станция Коммунарск) металлургического завода Донецко-Юрьевского металлургического общества (ДЮМО). Донецко-Юрьевский завод — ныне Алчевский металлургический комбинат.
Население складывавшегося города сложилось преимущественно из рабочих металлургического завода — местных и пришлых. Это были специалисты-иностранцы (немцы, французы, бельгийцы), квалифицированные рабочие-металлурги, приглашённые с Юзовского, Брянского (г. Екатеринослав) и других заводов, и безземельные крестьяне из близлежащих губерний.

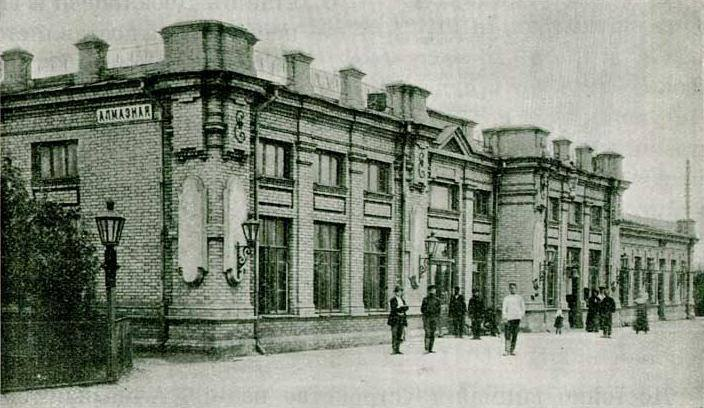

Во время острого экономического кризиса начала XX века, не выдержав конкуренции с господствовавшими в Донбассе иностранными компаниями и получив отказ от царского правительства на просьбу о кредите, харьковский купец 1-й гильдии А. Алчевский 7 мая 1901 года бросился под поезд на Царскосельском вокзале в Петербурге. В 1903 году станцию в Юрьевку АО «Донецкая каменноугольная дорога» переименовали в Алчевское. От станции получил название станционной посёлок, вошедший в Алчевский район с центром в Лозовой-Павловке, а со временем в город районного значения Ворошиловск.
Рабочие посёлка принимали активное участие в революции 1905—1907 годов, но восстание потерпело поражение.
В 1910 году открылась Васильевская земская школа и частное Алмазно-Юрьевское коммерческое (среднее) училище, в котором обучалось 190 человек. К культурным очагам в заводском посёлке относилось: частный цирк, где выступали заезжие цирковые и театральные труппы, кинематограф, так называемый «летний театр», кегельбан и казино.
В 1913 году жилой фонд Алчевска составлял 38 тысяч м². Это были частные дома, в том числе хаты-мазанки и «казённые» (заводские). Из 5135 рабочих завода ДЮМО 3000 человек жили в бараках, 540 — в казармах и примерно 1600 — в 270 каменных «семейных домах».

### Гражданская война
В 1917—1920 годов власть в Алчевске менялась неоднократно. 26 апреля 1918 года в город вступили австро-германские войска вместе с армией УНР, в декабре 1918 — белоказаки генерала Краснова, летом 1919 — Вооружённые силы Юга России. В промежутках между ними власть брали большевики. 26 декабря 1919 года в городе окончательно установилась советская власть.

### В составе Украинской ССР
В 1920 году на месте прежнего рабочего посёлка Юрьевка, включавшего в состав пристанционный п. Алчевское, Административную, Старую и Новую колонии, предварительно определилась территория города.
После окончания гражданской войны, с переходом к новой экономической политике, когда не было средств на восстановление разрушенных крупных предприятий, Донецко-Юрьевский завод, ставший государственным, 3 мая 1923 года был временно законсервирован. Закрытие завода привело к значительному уменьшению населения: к концу 1923 года в Алчевске осталось всего 8000 жителей.
В 1923 году был образован Луганский округ и Алчевск (статус — посёлок городского типа) стал центром Алчевского района. Согласно постановлению Луганского окрисполкома, весной 1925 года началось слияние Городищенского района с Алчевским, которое было завершено в августе того же года.
В 1925 году было принято решение о снятии металлургического завода с консервации и в марте 1926 года здесь восстанавливается одна из доменных печей (доменный цех стоял ещё с 1918 года — со времени немецкой оккупации), а вскоре началось сооружение новых доменных печей и других объектов.
Согласно предварительным данным переписи населения, состоявшейся в декабре 1926 года, на территории Алчевского района проживало 55 974 человека. Население Алчевска составляло 16 000 человек. По мере ввода новых предприятий, таких, как вступивший в строй в 1929 году коксохимический завод, население Алчевска росло и к 1939 году составляло около 55 000 человек.
В 1930 году началось издание городской газеты «Бильшовицький шлях».
В 1931 году городу было присвоено имя Ворошиловск (в честь известного советского государственного деятеля К. Е. Ворошилова, который начинал на заводе ДЮМО свою трудовую и революционную деятельность) и он стал районным центром.
В 1932 году в состав города были включены п. Васильевка, п. Жиловка и хутор Должик. В границах этой застройки определилась территория довоенного города с центром на пересечении улиц Заводская, 1 Мая, Тараса Шевченко и Карла Маркса.
С 1932 года началось строительство многоэтажных домов, появился водопровод, канализация. Городской жилой фонд превысил в 1940 году 160 тысяч квадратных метров. Город благоустраивался, озеленялся, площадь зелёных насаждений достигла 200 гектаров.

### Великая Отечественная война

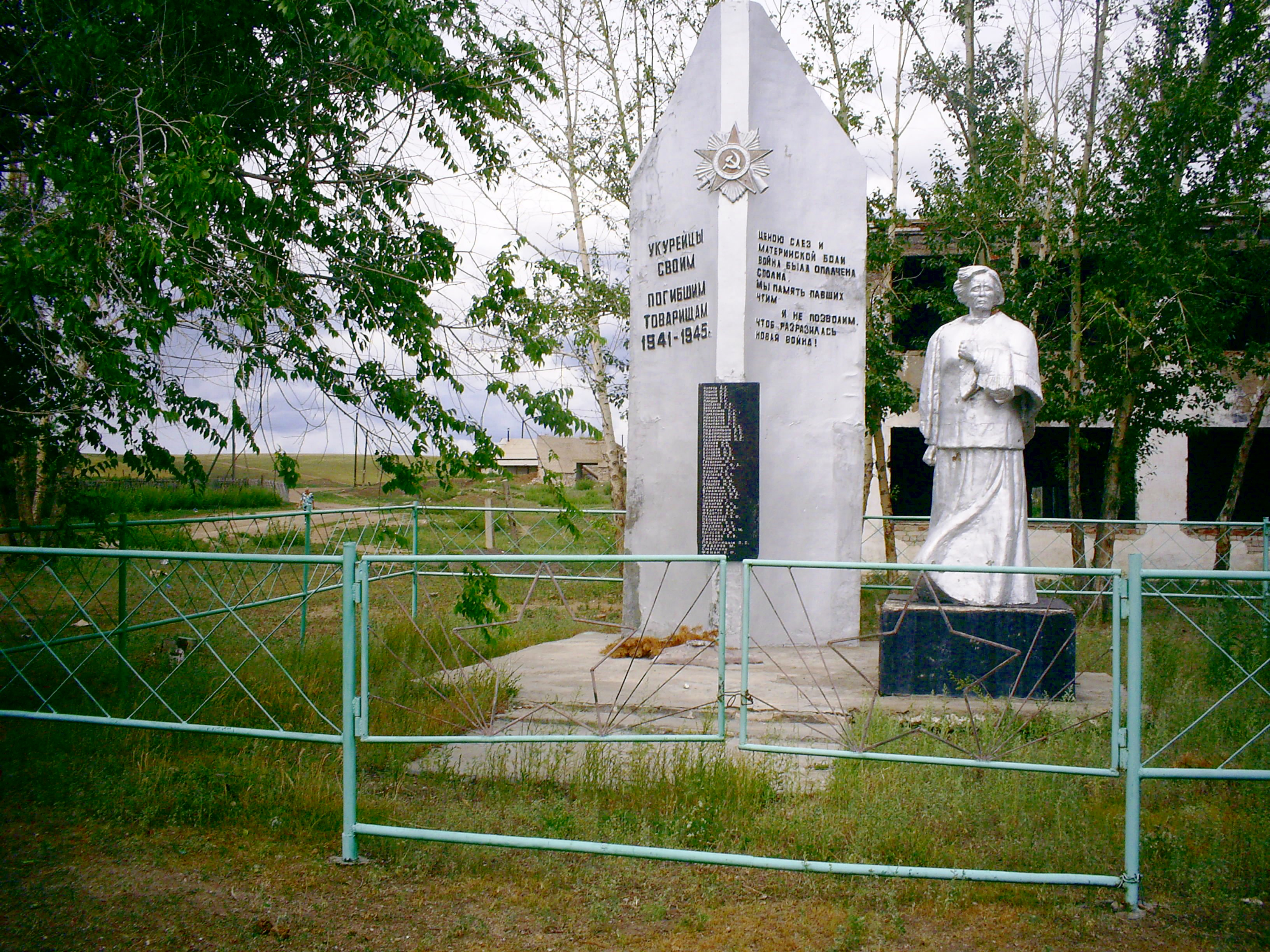
Памятник погибшим в Великой Отечественной войне

Памятник металлургам, погибшим в годы ВОВ

С началом Великой Отечественной войны тысячи добровольцев-алчевцев заявили о своём желании сражаться с захватчиками. Предприятия города перестроили работу на военный лад. Оборудование металлургического и коксохимического заводов, в связи с опасностью захвата города Вермахтом, было вывезено на Урал, в Кузбасс и Узбекистан.
12 июля 1942 года началась оккупация Алчевска немецкими войсками. Уже утром 13 июля в город вошли колонны военной техники. Бургомистром назначили инженера Пивоварова. В Алчевске скрывался после разгрома гитлеровцами краснодонского подполья член «Молодой гвардии» Радий Юркин.
8 февраля 1943 года фашисты расстреляли за связь с партизанами А. М. Золотухина.
2 сентября 1943 года советские воины 51-й армии 63-го стрелкового корпуса в составе 315-й стрелковой дивизии и части сил 91-й стрелковой дивизии Южного фронта Советской армии в ходе Донбасской операции освободили город от немецких войск. Город имеет своих героев Советского Союза: П. Н. Липовенко и В. И. Недбаев.

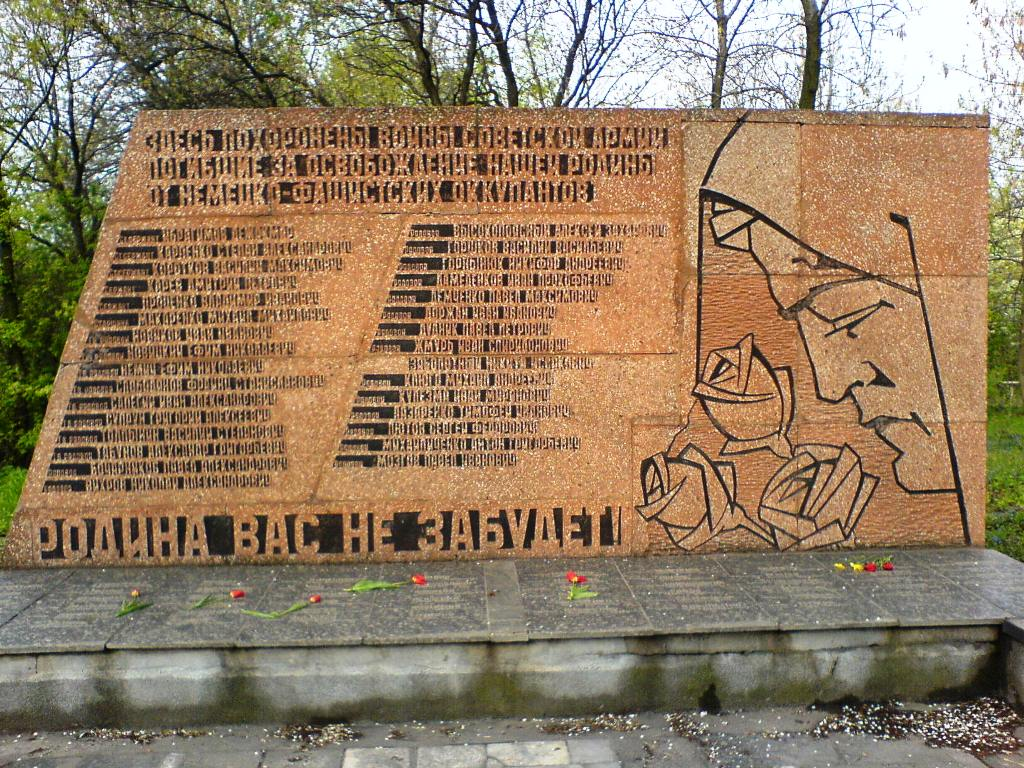

Сразу же после освобождения города началось его восстановление с участием специалистов из других частей страны (в частности, восстановительный отряд из Челябинска). При восстановлении промышленных предприятий велась их реконструкция. В 1943 году был создан специализированный строительно-монтажный трест «Алчевскстрой». Восстановительные работы велись ускоренными темпами.

### В мирное время

Метзаводская больница у Школьного пруда

Площадь Ленина

Здание алчевского городского совета и исполнительного комитета

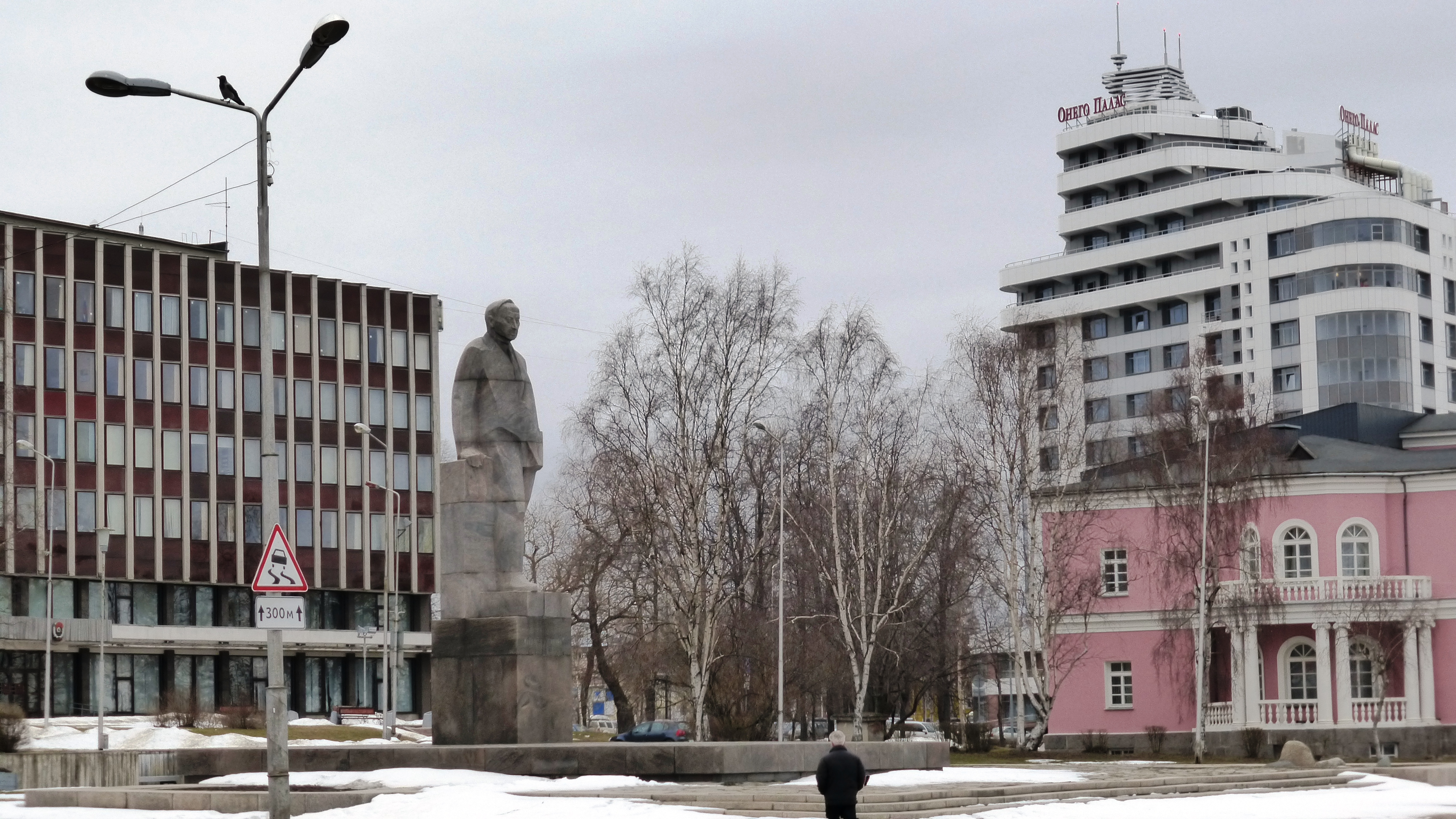
Верхний Лиманский пруд

Свято-Георгиевский храм

За годы первой послевоенной пятилетки (1946—1950) был достигнут и превзойдён довоенный уровень промышленного производства. Работники треста «Алчевскстрой» построили новые доменные и мартеновские печи, прокатные станы, коксовые и химические цеха, предприятия строительной индустрии, лёгкой и пищевой промышленности и т. д.
На месте старых выросли новые предприятия. Появились крупные предприятия строительной индустрии — заводы строительных конструкций, железобетонных изделий, крупнопанельного домостроения, строительных материалов, переработки шлаков и др.
Также, в первые послевоенные годы началась застройка новых территорий по генеральному плану развития г. Ворошиловска. На улицах Набережная и Горького были построены 3 и 4-х этажные жилые и общественные здания, стадион «Сталь» и кинотеатр «Металлург», проект которого был отмечен дипломом на всеукраинском конкурсе.
В 1950-х годах начал приобретать свой специфический вид проспект Ленина (тогда проспект Мира), на котором сформировалась «ленинградская» архитектура. Он и сегодня является одним из красивейших мест города.
С 1953 года началась массовая, а с 1957-го — индустриальная застройка проспектов и микрорайонов.
Для удовлетворения нужд населения были построены ряд промышленных предприятий различных отраслей: хлебокомбинат, молокозавод, швейная и галантерейная фабрики, завод хозтоваров. Благодаря директору комбината Петру Гмыре, его настойчивости, запущена первая в области троллейбусная линия и т. п.
Для развития социальной сферы были построены дворцы культуры, библиотеки, кинотеатры, стадионы, спортивные залы, новые здания учебных заведений (школ), и другие учреждениями социально-культурного назначения. В 1967—1968 годы была построена Коммунарская детская железная дорога, которая осуществляла свою деятельность около 25 лет, вплоть до 1992 года.
С 1961 по 1991 год город назывался Коммунарск, с 1965 года он является городом областного значения.

### Независимая Украина
После провозглашения Украиной независимости, на городском референдуме, состоявшемся 1 декабря 1991 года, население высказалось за возвращение городу старого исторического названия — Алчевск (в честь русского промышленника А. К. Алчевского).
В мае 1995 года Кабинет министров Украины утвердил решение о приватизации находившихся в городе завода строительных материалов, завода «Сигнал», коксохимического завода, АТП-10915, АТП-10967, строительно-монтажного треста, фабрики «Темп», завода КПД и производственного предприятия «Алчевские зори», в июле 1995 года было утверждено решение о приватизации Алчевского металлургического комбината.
В 1997 году действовавшие в городе профессионально-технические училища № 40 и № 81 объединили в ПТУ № 40, а городской индустриальный техникум был превращён в филиал Донбасского горно-металлургического института.

### Российско-украинская война
В начале марта 2014 в городе прошли митинги пророссийски настроенных граждан. По утверждению украинских СМИ, митингам предшествовали многократные провокационные сообщения в соцсетях от депутата городского совета Н. З. Бойко о якобы прибытии в город автобусов с отрядами «радикалов-бандеровцев», что создавало панику среди некоторых жителей. После одного из таких сообщений около 300 человек заняли здание горисполкома и пробыли там целую ночь.
В ночь с 4 на 5 апреля сотрудниками «Альфы» СБУ для допроса были задержаны трое активистов местного антимайданного движения из «Алчевской гвардии» и «Алчевской дружины»: Александр Красько, Евгений Верховод и Дмитрий Солдатов. Граждане города посредством соцсетей собрали митинг протеста у здания СБУ, в котором участвовало несколько сотен человек. Была перекрыта центральная улица и выдвинуто требование освободить задержанных. Днём, после допроса, задержанные были освобождены, а протестующие прошли маршем по центру города.
29 апреля пророссийские активисты сняли украинский флаг со здания горсовета. 2 мая проукраинские активисты вывесили украинский флаг, но позже он был снят по взаимной договорённости проукраинских и пророссийских сил.
30 апреля городской голова встретился с представителями территориальной общины — сторонниками ЛНР. По итогам встречи с целью поддержания общественного согласия и правопорядка между сторонами был подписан меморандум о проведении местного референдума.
11 мая прошёл «референдум» о провозглашении независимости ЛНР. Бюллетени, как и в остальных населённых пунктах, изготавливались на обычной бумаге формата А5 путём распечатки на принтере или ксерокопированием. На бюллетенях было чёрно-белое изображение и вопрос о поддержке Акта о государственной самостоятельности ЛНР с вариантами ответа «да/нет» на русском и украинском языках.
Проходившие 25 мая внеочередные президентские выборы были сорваны. Ни один избирательный участок в городе не открылся. Накануне выборов члены окружной избирательной комиссии № 117 получали угрозы о расправе в случае проведения выборов, а также было ограблено помещение ОИК.
29 мая депутат горсовета Владислав Дейнего на заседании выступил с требованием принять решение о признании Луганской Народной Республики и прекратить АТО. Горсовет проголосовал за принятие «Решения об организации деятельности местного самоуправления» на основе соответствующего постановления правительства ЛНР, то есть фактически признал «Республику» (48 голосов за, 2 против 4 воздержались).
6 июня здание алчевского СБУ захватили неизвестные вооружённые люди.
28 августа город подвергся артиллерийскому обстрелу. Несколько человек получили ранения разной степени тяжести, погибла пожилая женщина, позже от ран скончался мужчина. Пострадали кровли, стены, были выбиты окна в многоэтажных и частных домах. По сообщениям жителей, на улице Фрунзе работал миномёт, также велся обстрел со стороны городского кладбища (юго-запад). Стороны конфликта обвинили в произошедшем друг друга.
2 ноября в городе, как и во всей самопровозглашенной Луганской Народной Республике, прошли выборы парламента и главы ЛНР. При этом на избирательных участках выдавали социальные карты ЛНР, являвшиеся по заявлениям властей обязательным условием для получения социальных выплат и оказания экстренной медицинской помощи. Сокращение числа избирательных участков, которые обычно открываются в городе для других выборов, привело к большим очередям на избирательных участках до позднего времени.
С середины 2014 года горсовет в Алчевске не действует. До марта 2014 года действовали три фракции — Партия регионов (49 человек), КПУ (4 человека), ПСПУ (2 человека). Полномочия городской власти выполняет администрация города Алчевска, созданная властями самопровозглашённой ЛНР.
С началом войны в Донбассе и провозглашением ЛНР на Алчевском металлургическом комбинате были постоянные проблемы с поставкой сырья и сбытом продукции, которые привели к полной остановке производства в феврале 2017 года. Однако уже в декабре производство возобновилось.

## Руководители
Председатели Совета и Исполкома
- Сидоров : с марта 1917 (меньшевик)
- Плужников, Иван Андрианович : до ноября 1917 (меньшевик-интернационалист).
- Сапелкин, И. П. : с ноября 1917 (большевик, председатель ревкома)
- Сычёв, Григорий Ф. : с начала 1918 (большевик)
- Климашевич, Лев Максимович : в 1918 (большевик)
- Курилин, Фёдор Степанович : с октября 1918 (большевик) председатель ревкома; с марта 1919 председатель Алчевского Совета и райисполкома.
- Рагузин : до 1920 (председатель исполкома)
- Порошко или Дорошко : февраль — март 1920 (председатель районного ревкома)
- Грузин, А. : апрель-сентябрь 1920 (председатель уездисполкома)
- Усач, Антон Моисеевич : с 9 декабря 1920 председатель уездного исполкома, с 20.01.1921 — районного исполкома.
- Сульженко, П. К. : декабрь 1922 (председатель волисполкома)
- Жуков, Иван Степанович : 1923—1924 (председатель райисполкома)
- Гончаров: 1924 (председатель райисполкома)
- Берещанский, Василий Николаевич : 1924 — август 1925 (председатель райисполкома)
- Попов : 1926—1927 (председатель горисполкома и райисполкома)
- Онищенко, С. И. : 1927-март 1930 (председатель поссовета и горсовета)
- Юдичев, Н. : март-ноябрь 1930 (председатель горсовета)
- Корсун, Иван : 1928 (председатель райисполкома)
- Бондарь, Х. Н. : декабрь 1929
- Шаповалов : январь — май 1930
- Наумов : май — июнь 1930
- Кишкин, Михаил Иванович : с 24 июня 1930 председатель райисполкома, с ноября 1930 — горсовета
- Гудков, Прокофий Андреевич : с сентября по декабрь 1930 (председатель райисполкома)
- Лырёв, Никита Иванович : январь 1931 (председатель райисполкома)
- Нагорный : сентябрь 1933 (председатель горсовета)
- Шмидт, Евгений Августович : 1933—1936 (председатель горисполкома)[45]
- Бурмистров, И. А. : 1936—1937, 1940—1941 (председатель горисполкома)
- Рутковский : 1938—1940 (пред. горсовета)
- Тугаев, Дмитрий Калинович : 1941, 1943—1951 (председатель горисполкома). Умер 12.02.1961.
- Колесников, Григорий Дмитриевич : 1951—1955
- Иванов, Сергей Константинович : март 1956 — март 1960 (председатель горсовета)
- Недайводов, Константин Сергеевич : 1960—1973 (председатель горисполкома)
- Котыхов, Леонид Петрович : 1973—1988 (председатель горсовета)
- Кириченко, Николай Егорович : с 1988 председатель горисполкома, с 1994 председатель горсовета, с 1998 по 2006 — городской голова
- Головин, Петр Дмитриевич : с мая 1990 по 1991 председатель горсовета
- Чуб, Владимир Евгеньевич : с марта 2006 по 2013 городской голова
- Косюга, Владимир Иванович : 2013—2014 городской голова
- Пяткова, Наталья Петровна : 2 декабря 2014 года — 1 февраля 2022 года, мэр города (ЛНР)
- Апшев, Альберт Русланович: 1 февраля 2022 года — 11 марта 2025 года, мэр города (ЛНР, РФ)
- Гребенькова, Светлана Петровна: 11 марта 2025 года — настоящее время (РФ)

## Население
В январе 1989 года численность населения составляла 125 502 человек. По данным переписи 2001 года в городе проживало 119 193 человек. Украинцы составляли 51,57 % населения города, русские — 44,69 %, белорусы — 1,10 %.
На 1 января 2013 года численность населения составляла 111 360 человек.
Из-за боевых действий на востоке Украины начался отток населения из города. Наибольшие волны июль-август 2014 и январь-февраль 2015[уточнить]. Согласно украинскому исследованию, проведённому в сентябре 2015 года, город покинули 28 104 человек, оставшееся количество жителей составило 82 370 человек.
По данным Украины на 1 января 2019 года численность населения составляла 107 438 человек.
|  |

| 2013    | 2018     | 2019     |
| ------- | -------- | -------- |
| 111 360 | ↘105 398 | ↗107 438 |

### Языковой состав
Родной язык населения по данным переписи 2001 года:
| Язык       | Численность, чел. | Доля     |
| ---------- | ----------------- | -------- |
| Украинский | 18 100            | 15,26 %  |
| Русский    | 99 136            | 83,58 %  |
| Другое     | 1 375             | 1,16 %   |
| Итого      | 118 611           | 100,00 % |

## Экономика
Алчевск — крупный промышленный центр. Основные отрасли промышленности — металлургическая и коксохимическая. Также развиты промышленность стройматериалов, электромеханическая, строительная, лёгкая и пищевая.
В городе работают 17 промышленных предприятий, среди которых:
- Алчевский металлургический комбинат;
- Алчевский коксохимический завод;
- ООО «Металлы и полимеры» — завод по нанесению полимера на оцинкованный прокат
- ООО «Завод стальной дроби» — завод по производству стальной дроби

Кроме того, в городе работают предприятия транспорта, сферы услуг, строительства.
В 2013 году запущена первая промышленная электростанция — ГТС Алчевского металлургического комбината.
Отчёт об исполнении бюджета за 2007 год утверждён в сумме 237 357 900 гривен.
Доходы городского бюджета на 2008 год утверждены в объёме 236 221 650 гривен, в том числе подлежат перечислению в государственный бюджет Украины 8 741 300 гривен.

## Транспорт

### Городской
Общественный транспорт в городе представлен:
- Ранее троллейбусами;
- маршрутными такси.

Исторически троллейбус являлся основным видом в пассажирских перевозках города. В конце 1990-х годов к троллейбусу прибавились частные автобусы и маршрутки. Маршруты автобусов и маршрутных такси дублируют троллейбусные, но имеют незначительными дополнения или отклонения. Тем не менее, в связи с многолетней деградацией троллейбусного сообщения, роль последних неуклонно возрастает.
Стоимость проезда в троллейбусах — 10 рублей, в маршрутных такси — 20 рублей, на маршруте «Алчевск — Перевальск» (по городу) — 8.

#### Троллейбус

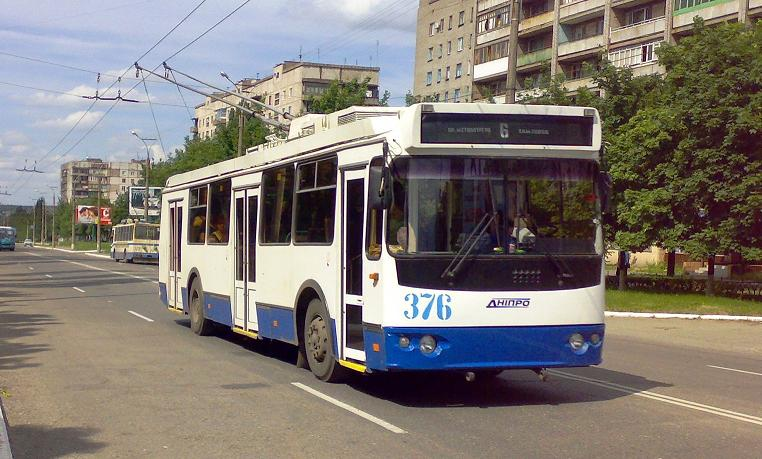
Троллейбус № 376 на ул. Гмыри, маршрут № 6

Троллейбусное движение было открыто в 1954 году, по инициативе П. А. Гмыри. Алчевск стал первым в Луганской области городом с троллейбусным движением. После провозглашения ЛНР троллейбусное хозяйство приходит в упадок. Парк рабочих машин сокращается в 5 раз, движение нестабильное и с большими интервалами.

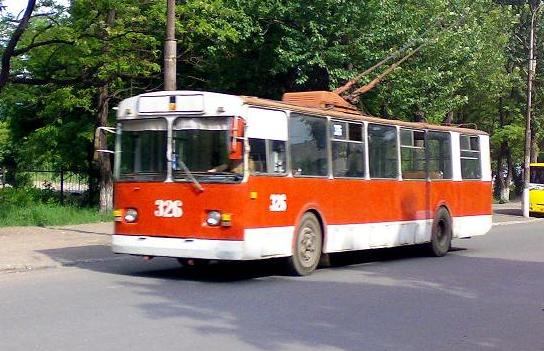
Троллейбус № 326 на ул. Горького, маршрут № 4

Действующие по состоянию на июнь 2022 года маршруты троллейбусов:
- № 3 — Автовокзал — ЖД вокзал
- № 4 — Депо 2 — Прокат
- № 6 — Проспект Металлургов — Химзавод
- № 8 — Квартал 58 — ЖД вокзал
- № 8А — Депо 2 — ЖД вокзал
- № 9 — Улица Волгоградская — Прокат
- № 10 — ЖД вокзал — пос. Административный
- № 11 — Улица Волгоградская — Химзавод

Троллейбусы курсировали с 5.00 до 23.00 по местному времени.
В июле 2022 года троллейбусная система города была ликвидирована, из-за разрушения обстрелом троллейбусного депо. Троллейбусно-автобусное депо и профилакторий в Алчевске были разрушены в результате ракетного удара.

#### Маршрутные такси
Маршрутные такси в городе появились в конце 90-х годов. Маршруты их почти полностью дублируют троллейбусные, что привело к упадку последних.
Сейчас маршрутные такси перевозят более половины всех пассажиров и работают на 20 маршрутах, большая часть которых продолжает дублировать троллейбусные.
Режим работы большинства маршрутов с 5.30 до 20.00.

### Пригородный
Пригородные перевозки в основном производятся автобусами:
- автостанция в районе центрального рынка;
- автобусы и маршрутные такси до Исаковского водохранилища и в город Луганск от кольца пр. Металлургов, ул. Гмыри.

Автостанцию № 2 в районе центрального рынка, согласно генплану города, в будущем планируют перенести на новое место в 200—300 м от нынешнего.

### Междугородный

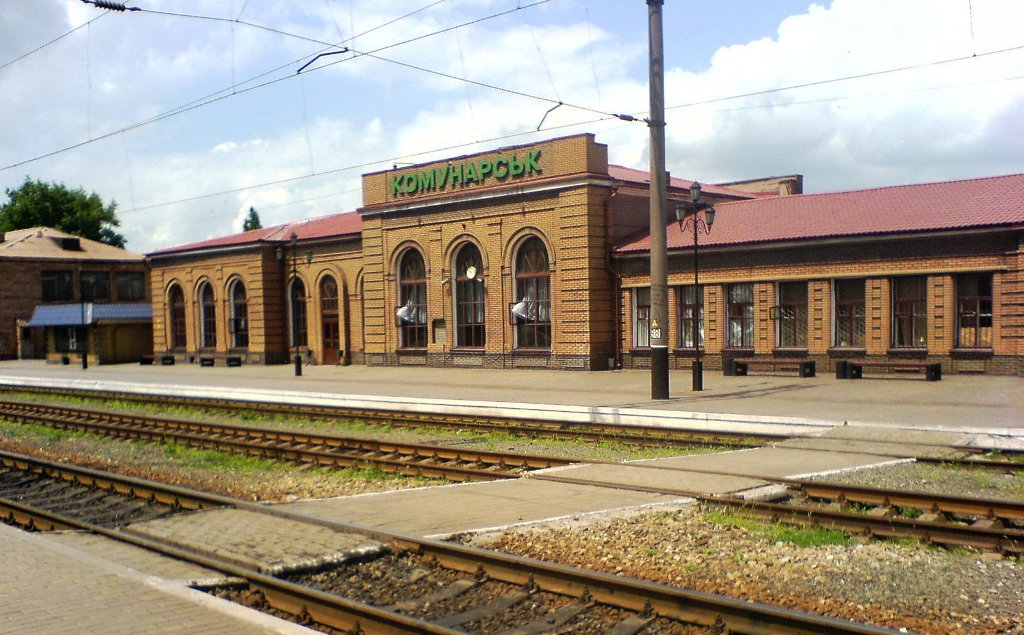
Железнодорожный вокзал, станция Коммунарск

Вследствие военных действий на территории Луганской и Донецкой областей с 2014 года междугородный транспорт почти не функционирует.
Междугородные пассажирские перевозки:
- железнодорожный вокзал — станция Коммунарск ГУП ЛНР «ЛугЖД»;
- автовокзал, расположенный возле автодороги М-04 Знаменка—Луганск—Изварино (на Волгоград через Донецк)
  - автобусное сообщение с городами Ростов-на-Дону, Москва; сообщение микроавтобусами через КПВВ «Майорск» с городами Днепр, Киев, Харьков;
- маршрутные такси до города Луганска от кольца проспекта Металлургов.

### Проекты
Согласно предложенному в 2007 году генеральному плану развития города. Архивировано из оригинала 4 марта 2016 года., планировалось:
- взамен существующему автовокзалу, находящемуся на территории Перевальска, построить новый в 400—500 метрах от трассы М04 на перекрёстке улиц Сарматская и Волгоградская.
- ЖД вокзал перенести на ~5 км в сторону Луганска (в пос. Карпаты).

## Образование

### Дошкольное образование
- 26 дошкольных учебных заведений.

### Среднее образование
Первая школа была построена в 1907 году на средства промышленника Алчевского, по проекту архитектора А.Эшмана. Она имела статус фабрично-заводского образовательного заведения для обучения работников металлургического завода, с четырёхлетним сроком обучения; с 1911 г. срок обучения стал 6 лет.
При советской власти были построены школа № 2 (по улице Заводской), и школа № 3 (по улице Горького). Остальные школы были построены в послевоенные годы, в 1950-х — нач. 1990-х гг..
Для координации, методологической помощи школам, инспектирования учебного процесса доведения до руководителей школ министерских учебных программ был создан Отдел народного образования (управление образования) «ЛНР». С ноября 2016 года управлением образования руководит Ламтюгова Светлана Петровна.
В настоящее время в Алчевске осуществляют свою деятельность 17 среднеобразовательных учреждений:
- 7 средних общеобразовательных школ;
- 3 учебно-воспитательных комплекса;
- 2 средние специализированные школы с углублённым изучением предметов физико-математического цикла № 22 и с углублённым изучением иностранных языков им. Х. Алчевской;

4 гимназии:
- Алчевская гимназия web-сайт Архивная копия от 18 ноября 2011 на Wayback Machine (до 2009 года — многопрофильная МГ);
- Алчевская гуманитарная гимназия им. П. Н. Липовенко;
- Алчевская социально-экономическая гимназия;
- Межшкольный учебно-производственный комбинат.

1 лицей:
- Алчевский информационно-технологический лицей[57].

### Внешкольное образование
- 2 музыкальные школы;
- 1 художественная школа;
- 2 спортивные школы;
- Алчевский центр детского и юношеского творчества (АЦДЮТ);
- Алчевский центр научно-технического творчества учащейся молодежи (АЦНТТУМ);
- Алчевский центр эколого-натуралистического творчества учащейся молодежи (АЦЭНТУМ);
- Алчевский детско-юношеский центр туризма, экскурсий и краеведения (АДЮЦТЭК);
- Алчевский яхт-клуб (АЯК);
- Алчевский православный просветительский центр имени Нестора Летописца.

### Профессионально-техническое образование
- Алчевский профессиональный металлургический лицей (АПМЛ);
- Алчевский профессиональный торгово-кулинарный лицей (АПТКЛ);
- Высшее профессиональное училище № 40 (ВПУ № 40);
- Многопрофильный технологический колледж (МТК ФГБОУ ВО «ДонГТУ»).

### Высшее образование
Донбасский государственный технический университет (ДонГТУ). Часть преподавателей в 2014 году переехали в Лисичанск. Министерством образования и науки Украины ДонГТУ присоединён к Восточноукраинскому университету им. Владимира Даля. Материально-техническая база, как и часть профессорско-преподавательского состава остались в Алчевске и продолжили работу под прежним названием.

## Культура
Музеи
- Городской исторический музей;
- Геолого-минералогический музей;

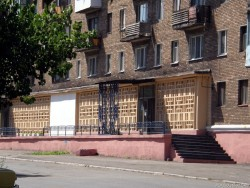
Городской исторический музей

- Музей истории металлургического завода;
- Музей истории коксохимического завода;

Фонтан возле ДК Химиков

- Музей истории университета;

Дворцы культуры
- ДК Металлургов (ДК им. Ильича),
- ДК Химиков,
- ЦДЮТ (ДК Строителей);

Кинотеатры не работают с 2014 года
- кинотеатр «Мир»,
- кинотеатр «Спартак»
- кинотеатр в ТРЦ «Столица» 3-этаж (2009—2014) ныне кинотеатр «Кино-рус» (2019—н.в.)
- Закрытые
  - кинотеатр «Металлург» (памятник архитектуры, 1950-нач.1990-х);

ГУ «ЛНР» «Центральная библиотека города Алчевска» acb.alchevsk.su
КП «Алчевский Центр Досуга Населения»
Рок-музыка
В музыкально-культурном плане город Алчевск получил известность, как родной город панк-рок группы «Пятая Бригада» (до 1996 года «Отброски общества»).

## Достопримечательности
- Проспект Ленина
  - Площадь Ленина
  - Памятник В. И. Ленину
- ДК Химиков
- ДК Металлургов

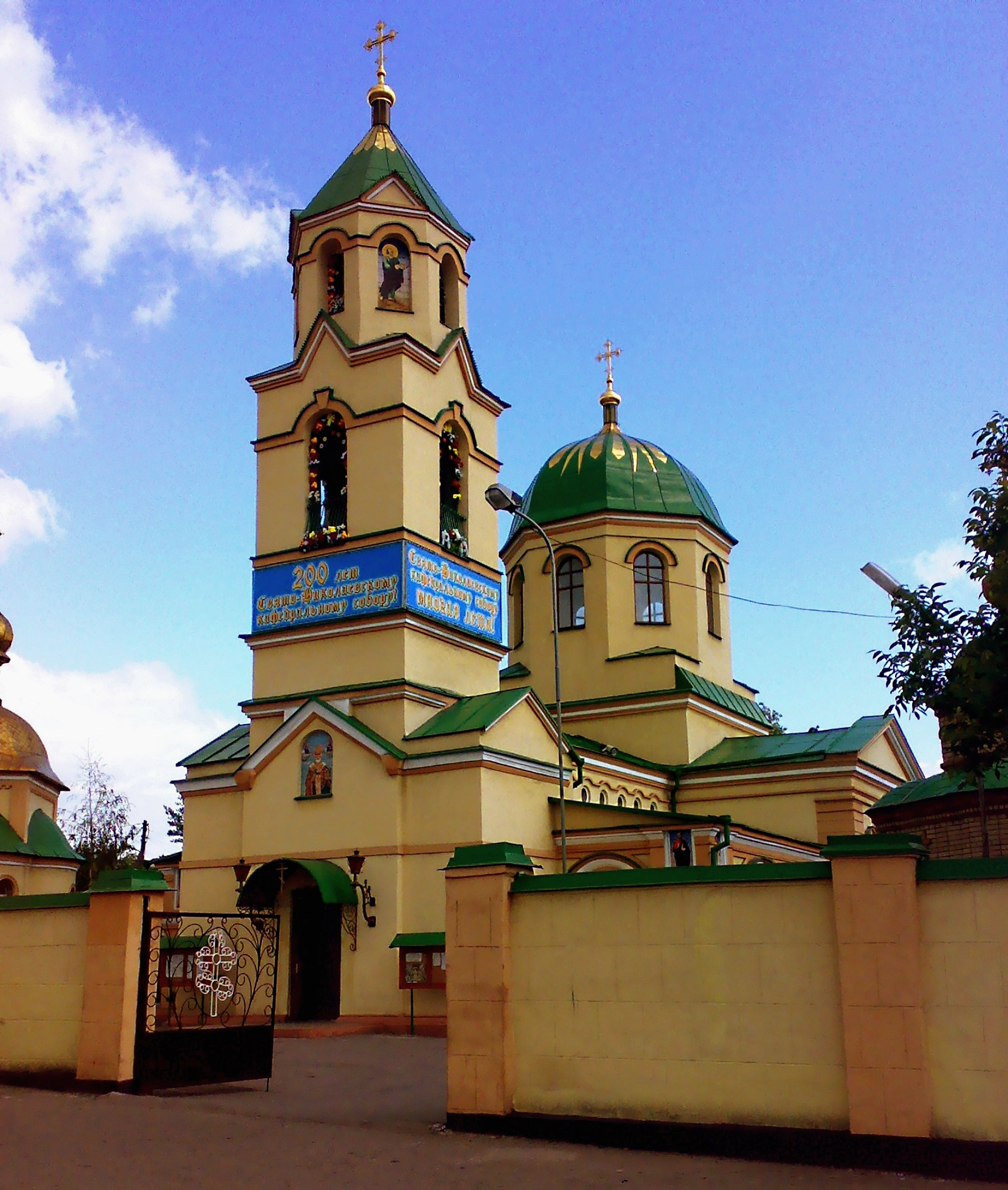
Свято-Николаевский Кафедральный Собор

- Парк культуры и отдыха им. Победы (проведена реконструкция и облагораживание территории)

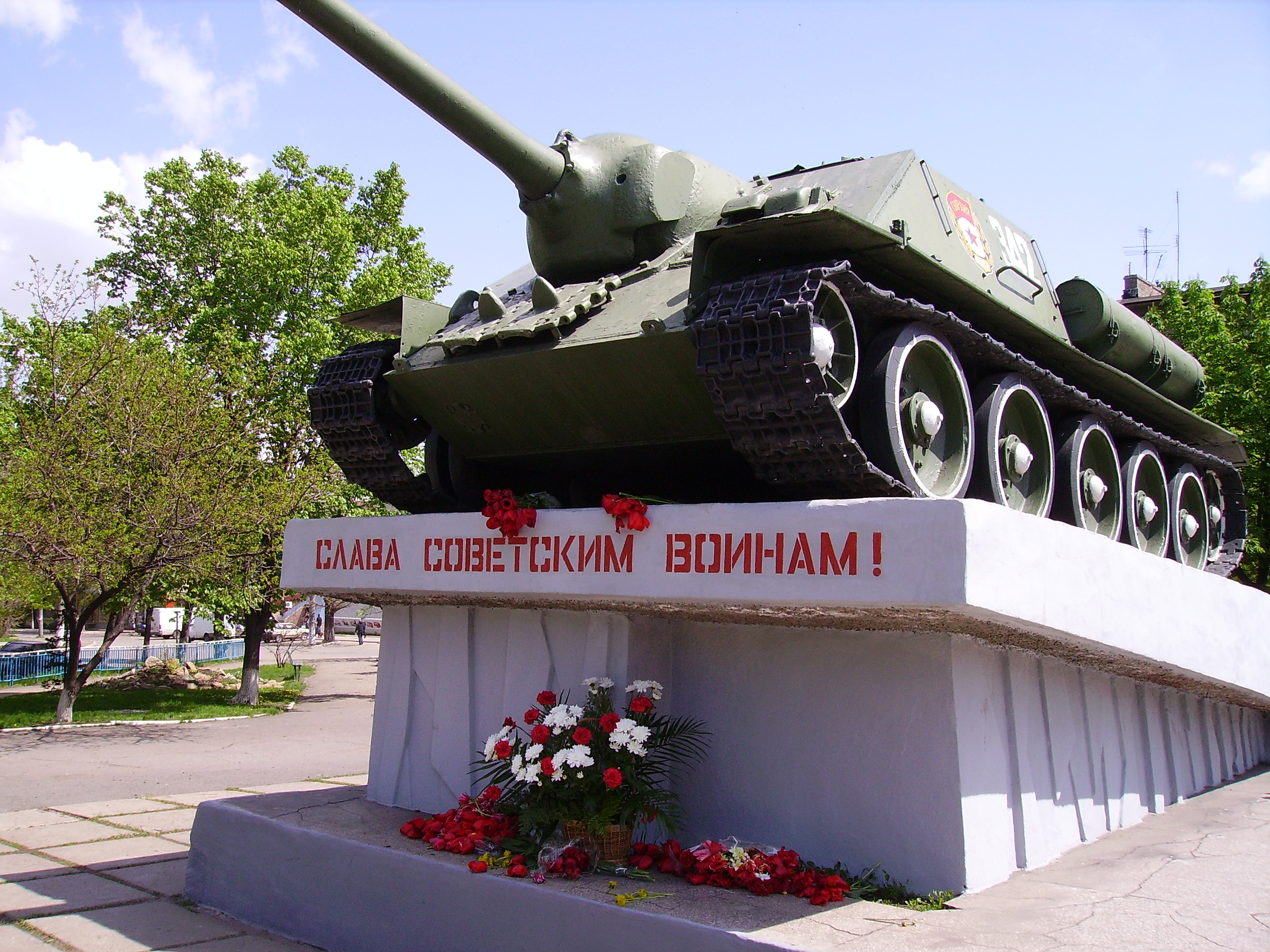
Самоходная артиллерийская установка на площади 30-летия Победы

- Площадь им. 30-летия Победы Самоходная артиллерийская установка на площади 30-летия Победы 1-й Орловый пруд зимой

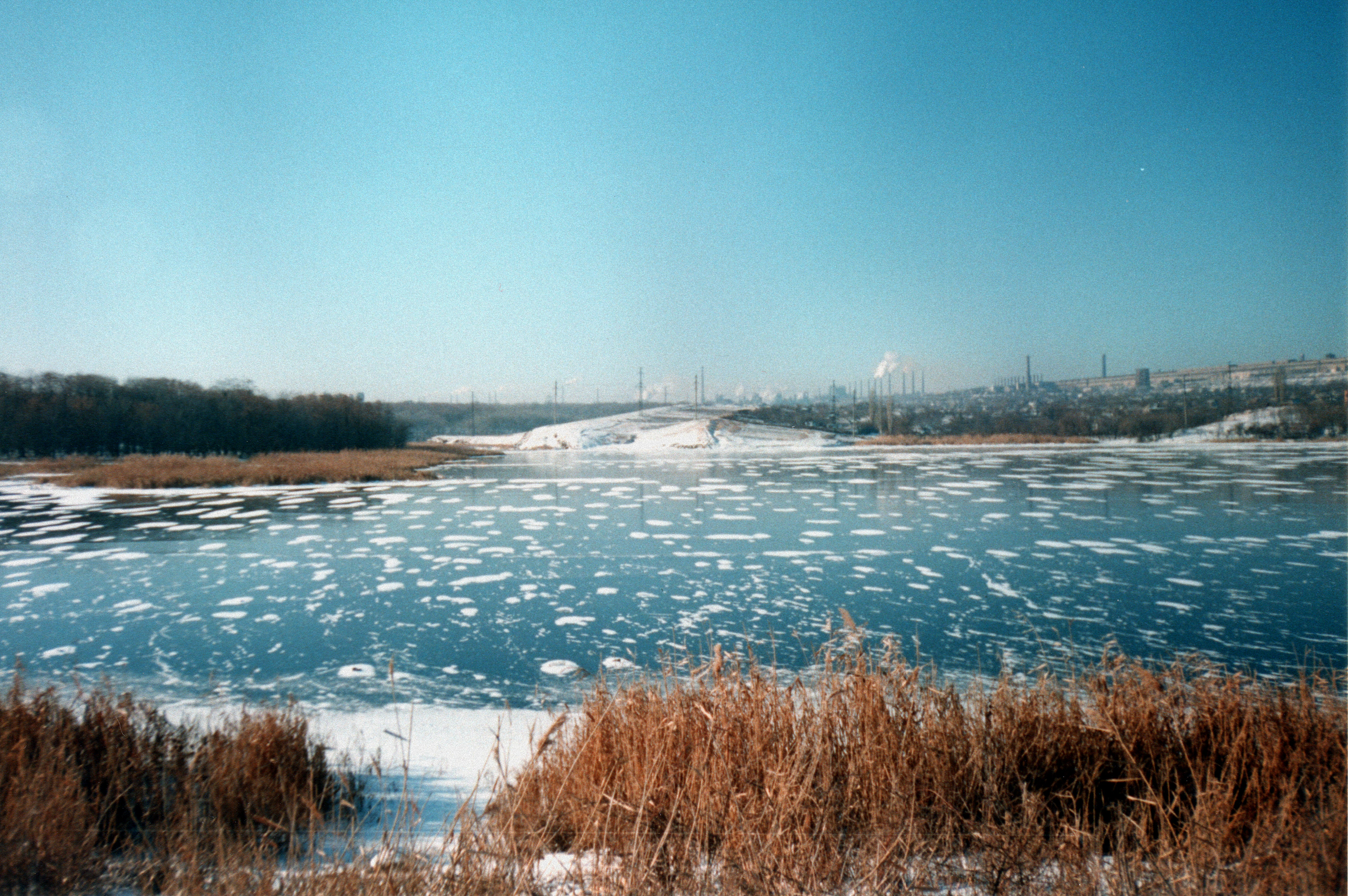
1-й Орловый пруд зимой

  - Памятник, на площади Победы. Самоходная артиллерийская установка СУ-100 (в обиходе всеми называемая «Танк»)
- Стела («шпиль»), установленная в честь 20-летия Победы в ВОВ (возле ДК Металлургов)
- Памятник Алексею Мозговому (установлен властями ЛНР)
- Площадь Советская
- Лиманские пруды

Храмы
- Свято-Николаевский Кафедральный Собор
- Храм в честь мчч. Веры, Надежды, Любви и матери их Софии
- Свято-Георгиевский храм
- Свято-Владимирский храм при Православном центре

Водоёмы
- На восток за городом (на территории Перевальского района) находится Исаковское водохранилище. Территория вокруг водохранилища практически полностью застроена дачными обществами, основанными ещё во времена СССР
- На территории города также находятся пруды: Больничный, Школьный, Васильевский, Ящиковский, Административный, 1-й и 2-й Орловые, Верхний и Нижний Лиманские

## Спорт
- Футбольный клуб «Сталь»
- Баскетбольный клуб «Коксохим-Сталь»
- Стадион «Сталь»
- Женская команда высшей лиги по настольному теннису «Донбасс-ДЮСШ-1»
- Трасса для мотокросса[60]
- Бассейн
- Детско-юношеская спортивная школа № 1
- Детско-юношеская спортивная школа № 2
- Яхт-клуб (на Исаковском водохранилище)

В городе когда-то проводились соревнования по драгрейсингу и спортивные экстремальные автомобильные игры Encounter и Titul Quest.

## СМИ
- «Огни» (ранее «За коммунизм», «Огни коммунизма») — газета городского исполнительного комитета
- «РИО» — региональный информационно-рекламный еженедельник
- Алчевская городская редакция радиовещания — вещание с 6:30 до 6:45.
- «АСКЭТ» — редакция городского телевидения — вещание — четыре часа в сутки на 12-м канале

### До 2014 существовали

#### Печатные издания

##### Газеты
- Официальный вестник Алчевского городского совета (приложение к газете «ОГНИ»)
- «РИО» — рекламно-информационный еженедельник.
- «За металл» (изначально «Маховик») — газета Алчевского металлургического комбината.
- «Импульс» — газета ДонГТУ
- «Неделя» — региональный информационно-рекламный еженедельник
- «Пресс-окно»
- «Вечерний Алчевск» — еженедельная газета
- «Взгляд» — аналитическое издание
- «Недвижимость Объявления Вакансии» — информационно-рекламный еженедельник
- «Делу-время» — бесплатное рекламно-информационное издание
- «МАРТ» — еженедельная газета

##### Журналы
- PartyZone magazine — глянцевый журнал, который знакомит читателя с клубной жизнью всего мира, со звездами шоу-бизнеса, новинками музыки и литературы и многим другим. В рубрике «Paparazzi» посетители различных ночных клубов могут найти свои фото с вечеринок.
- «Алчевск: город и люди» — полноцветный глянцевый журнал, издаётся с 2007 года, не имеет чёткого графика выхода.
- квазикультурный журнал «ХОХ».

#### Телевидение
Эфирное
- Ранее существовало «АТМ» (Алчевское Телевидение Металлургов).

Кабельное
- ООО «Алчевские телекоммуникационные системы», бывшая АТРК «Пирамида»
- ООО «Кабельное телевидение Луганщины» (КТЛ)
- ООО «Лугалинк»

## Города-побратимы
- Торез;
- / Алушта (Россия/Украина);
- Дунауйварош (Венгрия);
- Домброва-Гурнича (Польша).

## Промышленные аварии

### Авария на коксохимическом заводе
5 мая 1979 года на коксохимзаводе треснуло хранилище серной кислоты, в результате чего произошла утечка более 600 тонн кислоты, которая текла прямо по улицам (ул. Красных Партизан, ул. Менжинского). Пострадали автомобили, на 17 троллейбусах были полностью испорчены покрышки.
Для ликвидации аварии были привлечены воинские части. Поток кислоты дошёл примерно до городского рынка и далее, по рельефу, ушёл в Орловские пруды. Экстренно туда же были спущены 2 тонны поташа (весь наличный запас), а затем — дополнительно известь.
Несмотря на весь драматизм события и масштаб аварии, вопреки сообщениям западных СМИ — в частности радиостанция «Голос Америки» сообщила об аварии и человеческих жертвах в первый же час — пострадавших среди жителей не было.

### Авария на сети центрального теплоснабжения в Алчевске
Зимой 2006 года Алчевск стал известен катастрофой в сфере городской инфраструктуры. Случившаяся авария во многом повторила ситуацию 1972 года, когда произошла авария на заводской котельной и город остался без отопления на семь дней. После аварии 1972 года властями для нужд Алчевска (и близлежащих городов) была построена ещё одна котельная «Восточная» (стоимость строительства новой: 3,6 млн руб.).
В ночь с 21 на 22 января 2006 года произошёл прорыв теплотрассы от котельной «Восточная», что заставило произвести её аварийную остановку утром, при температуре на улице −35 °C. Днём, после аварийной остановки второй (из двух) котельной города «Заводская», из-за аварийного отключения электроэнергии, в связи с тем, что не был произведён слив воды из системы, произошло «размораживание всей теплосети» значительной части жилого (квартирного) фонда города. Вследствие сильного износа систем центрального теплоснабжения, город в морозы оказался без тепла, что привело к необходимости принятия экстренных мер по восстановлению отопления: в городе было объявлено чрезвычайное положение. Использование выражения «Алчевская трагедия» с тех пор закрепилось как в СМИ, так и в обиходе, синонимом проявлений катастрофического положения городской инфраструктуры..

## Почётные граждане Алчевска
Всего, со времени установления и существования звания Почётный гражданин Алчевска, высокого и почётного звания удостоено 39 человек (на 2018 год).